# Castillo Bánffy de Sâncrai
El castillo Bánffy es un conjunto de monumentos históricos situado en Sâncrai, en el municipio de Aiud del distrito de Alba de Rumanía, obra del arquitecto Lajos Pákey. El castillo tiene como código de la lista de monumentos históricos de Rumanía AB-II-m-B-00320.01 y la caballeriza del castillo AB-II-m-B-00320.02. Actualmente es propiedad del Consejo del Distrito de Alba. Fue renovado a principios del siglo XXI como Centro Cultural Castel Sâncrai.

## Historia
La construcción del castillo comenzó a finales del siglo XIX, finalizándose en 1903. El castillo tiene una planta irregular, dominada por una torre de cuatro pisos. Otra torre se alza en la esquina opuesta de la fachada orientada al oeste, frente al Mureș, su forma plana es rectangular, siendo más pequeña que su par. Entre las dos torres hay una parte del edificio con fachada neorrenacentista, a la que se accede por una escalera de caracol, realizada en piedra. La parte este, desde el patio, incluye dos edificios con decoraciones neorrenacentistas y neobarrocas, estando la entrada principal en el edificio de la derecha. La fachada del lado sur incluye un pórtico de mampostería, y un cuerpo hexagonal, a modo de baluarte, se adosó a la parte norte del conjunto edificatorio, amplificando el ambiente romántico del castillo.
Tiene dos entradas, el acceso se hacía desde el Mureș, en carruaje, o desde el bosque, a pie. Con el paso del tiempo desapareció el parque que una vez se extendía hasta el río.

## Galería

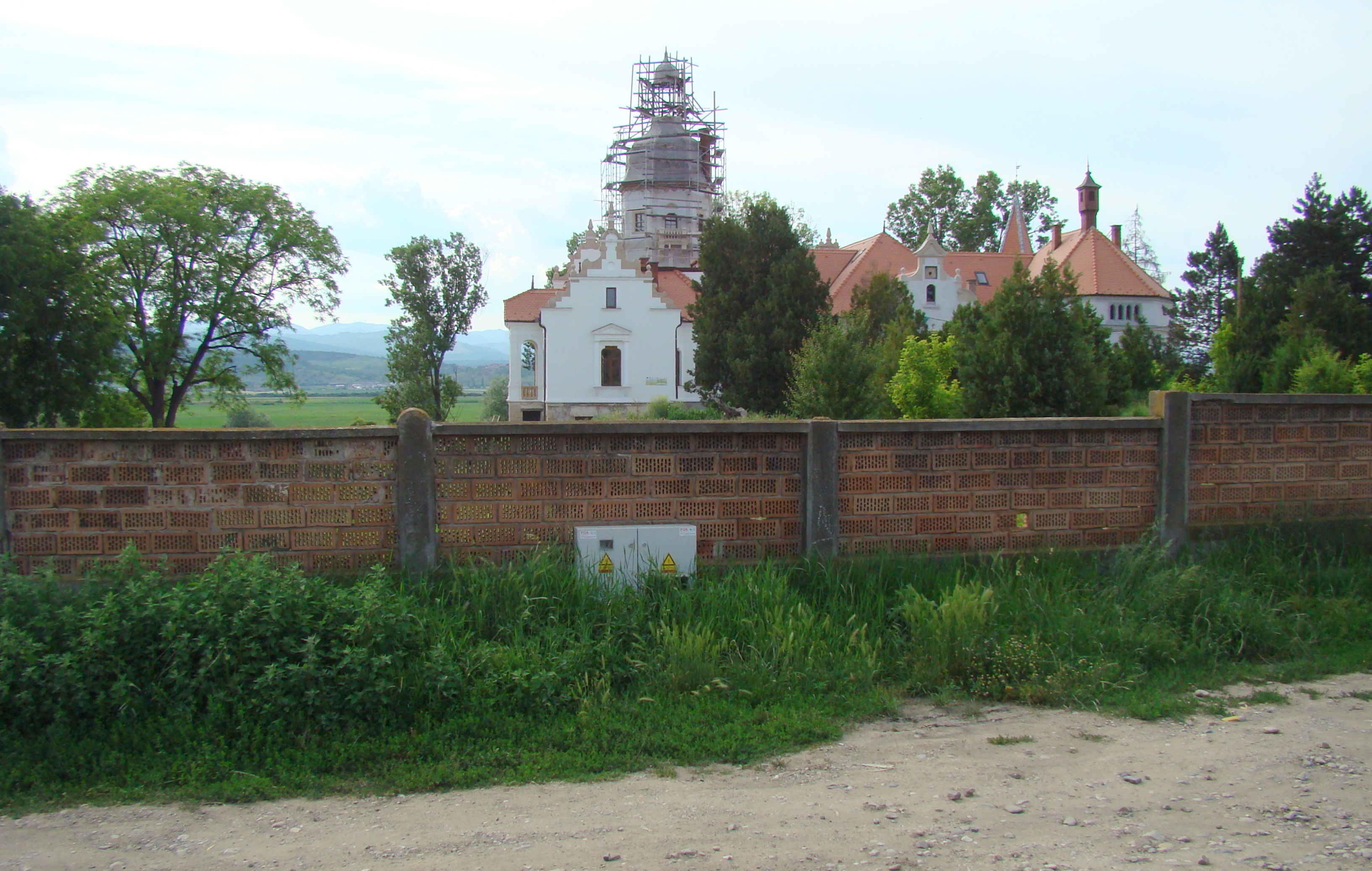
Vista del castillo.
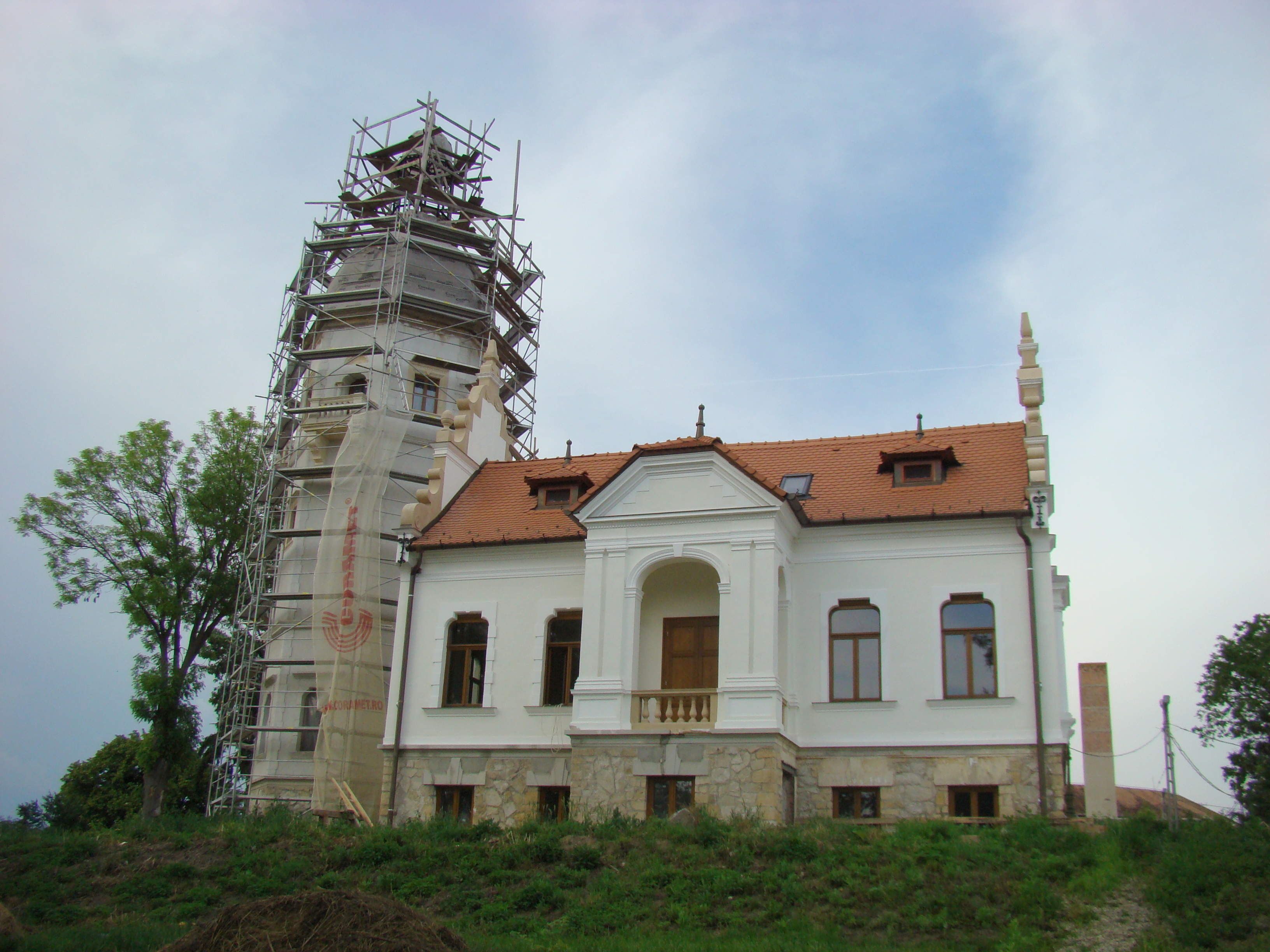
El castillo bajo reformas.
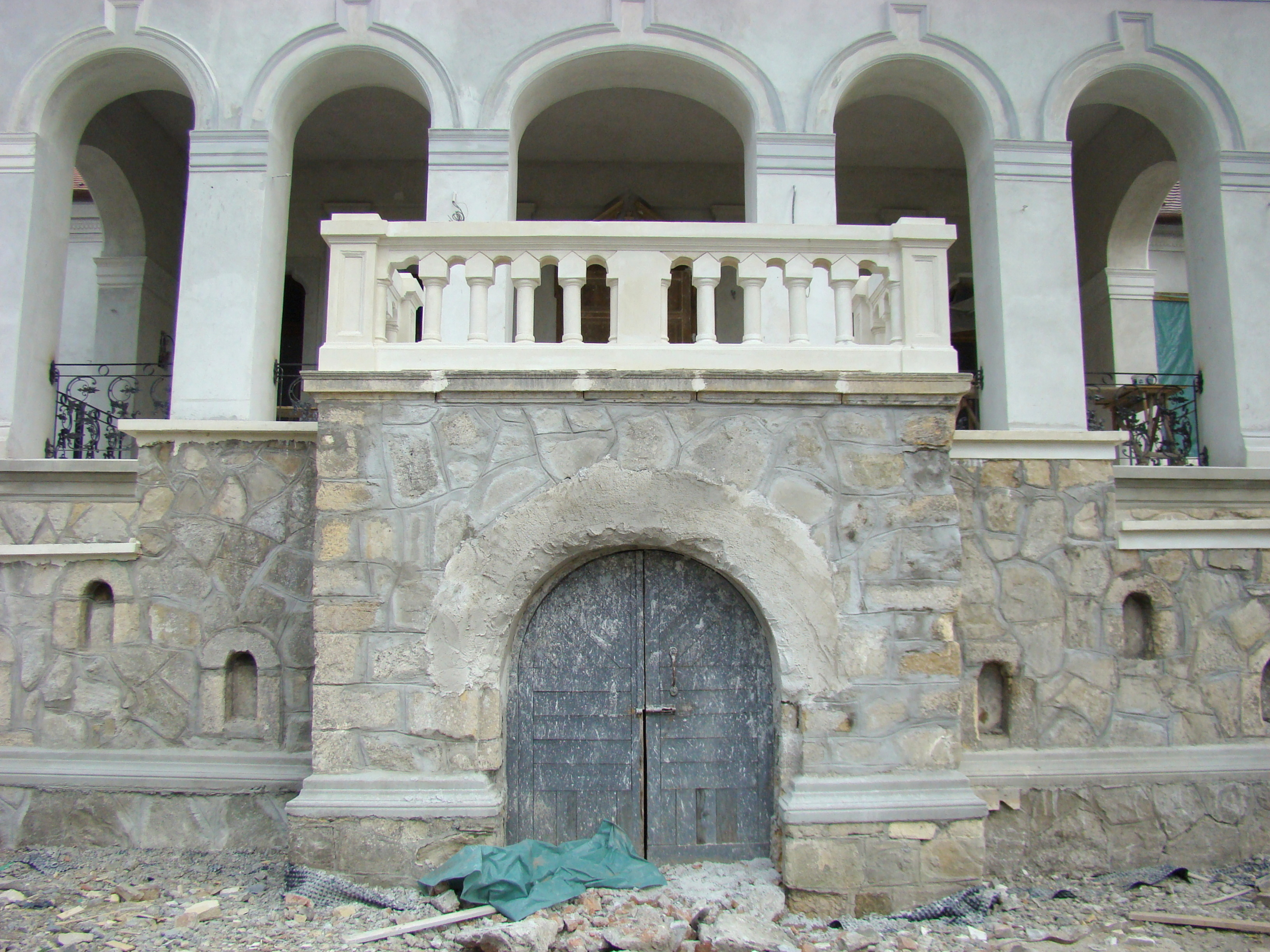
Pórtico.
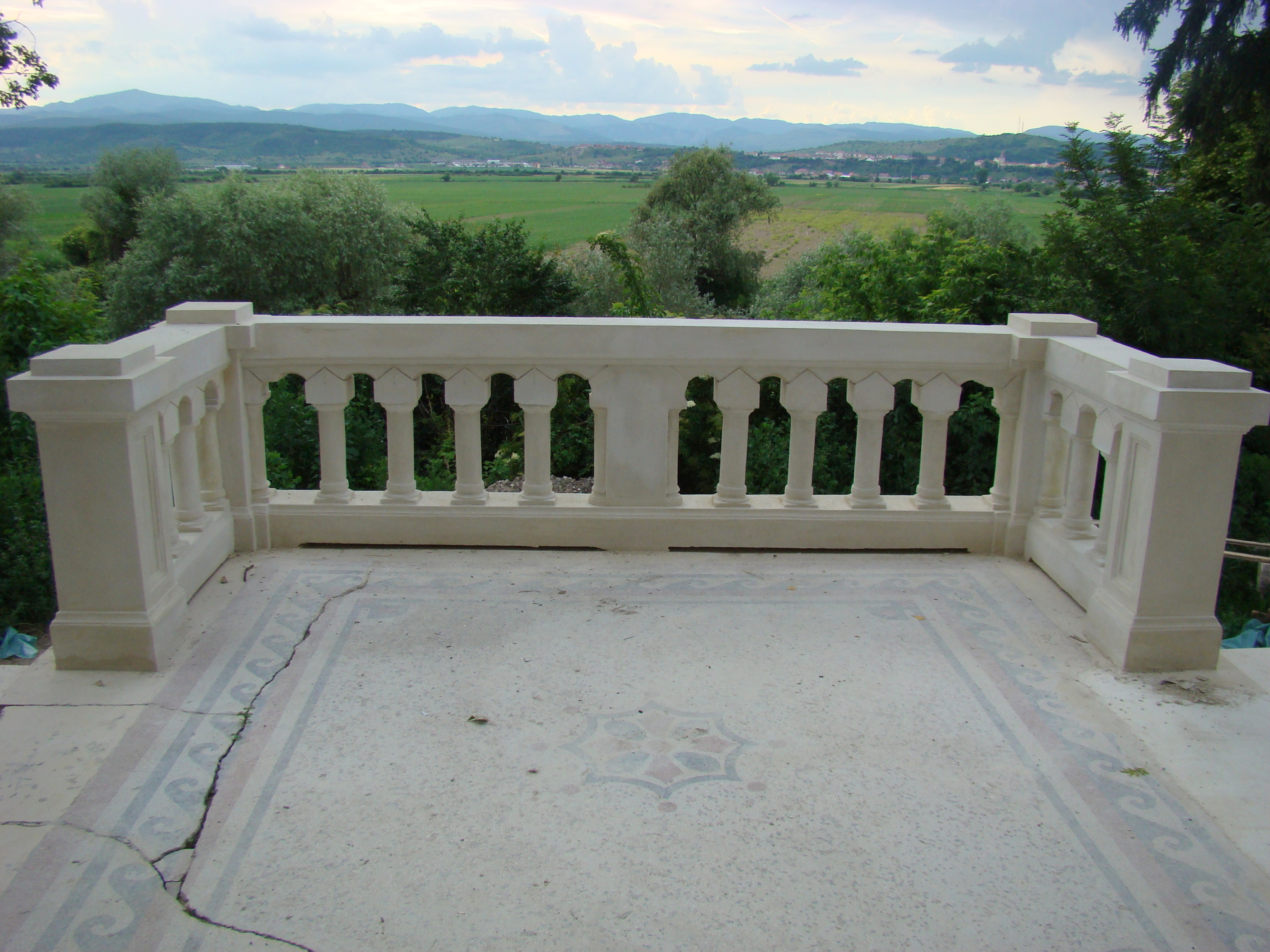
Vista desde el castillo.
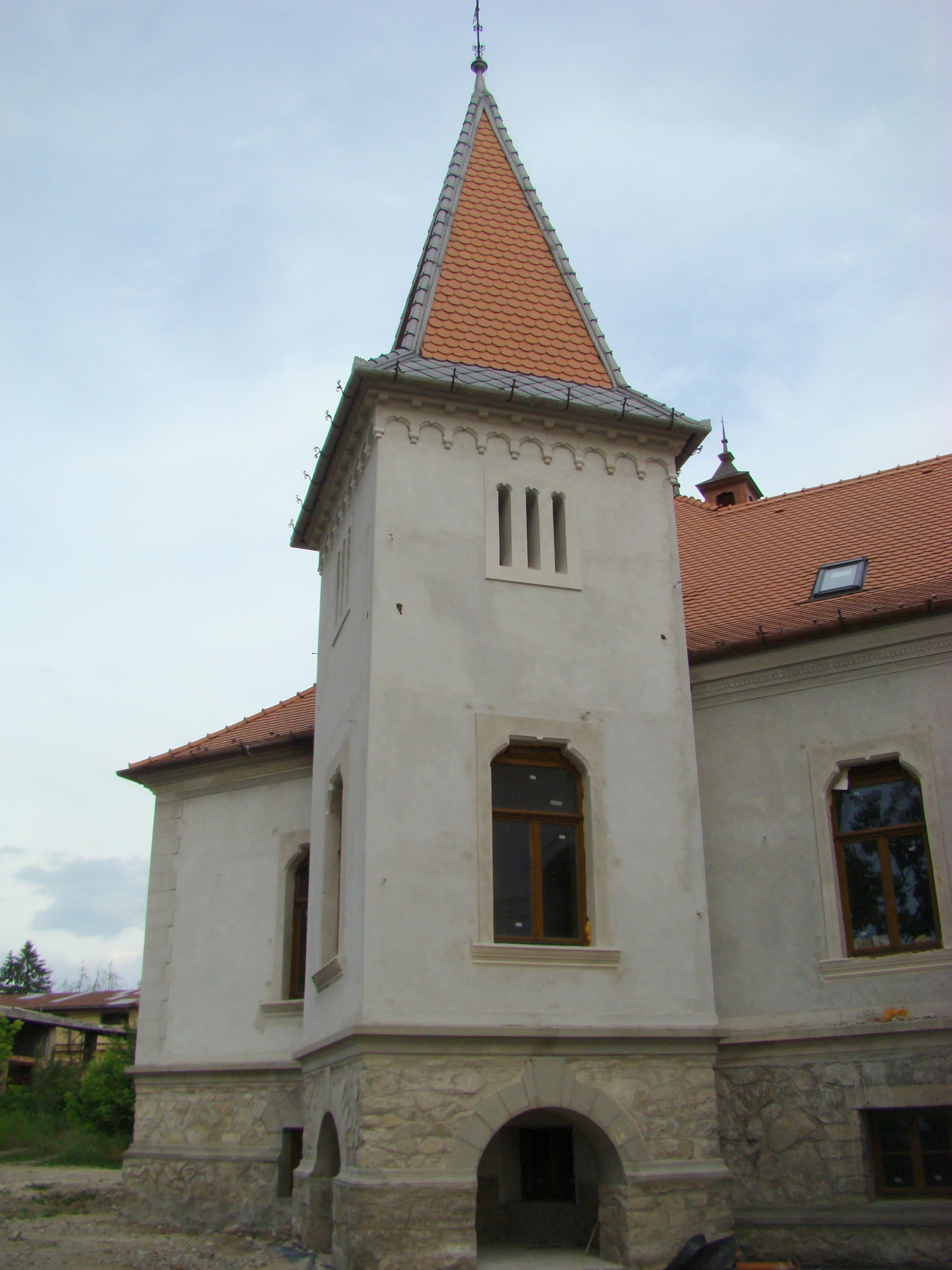
Torre.
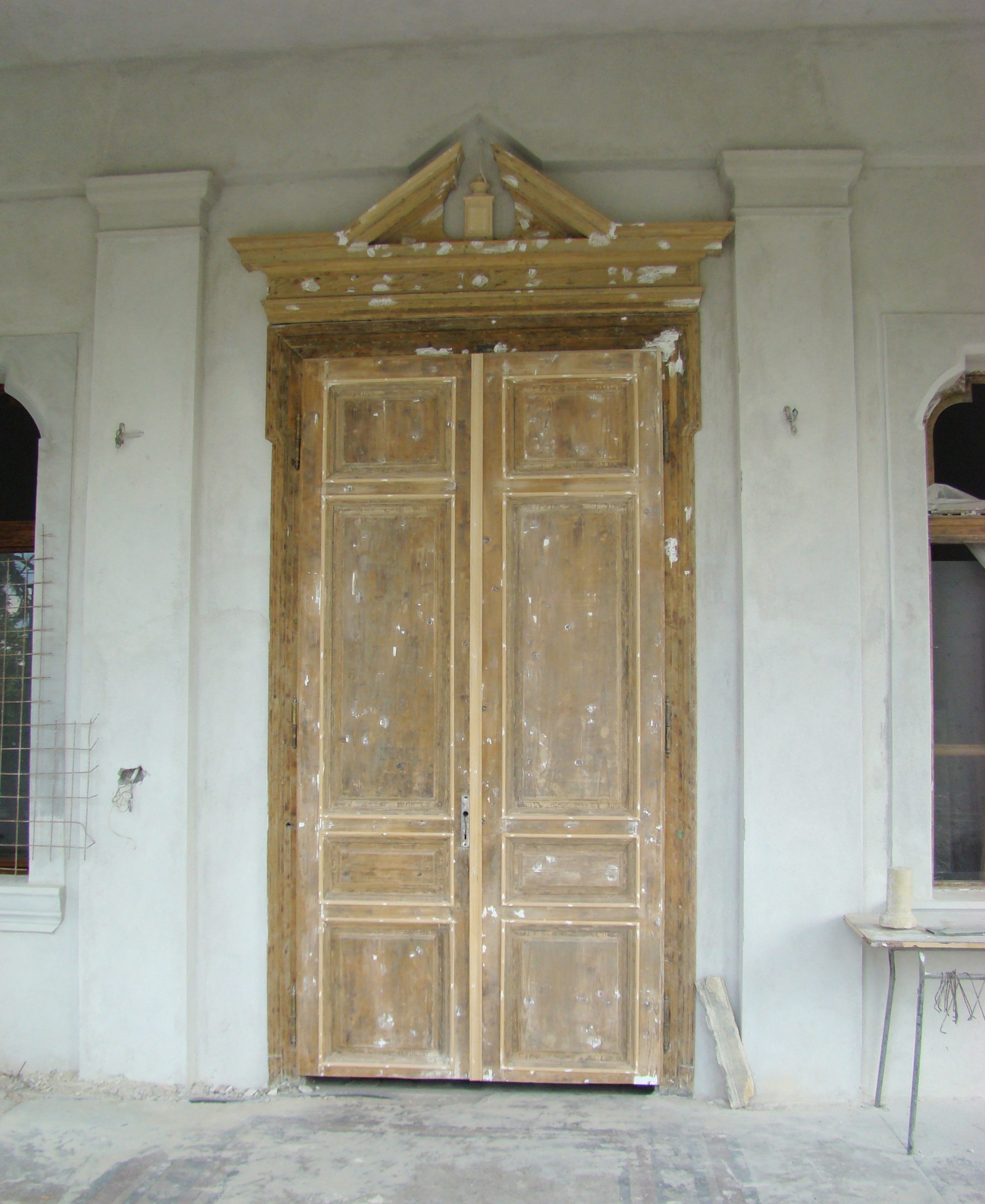
Puerta.